# イタリア本土 (古代ローマ)

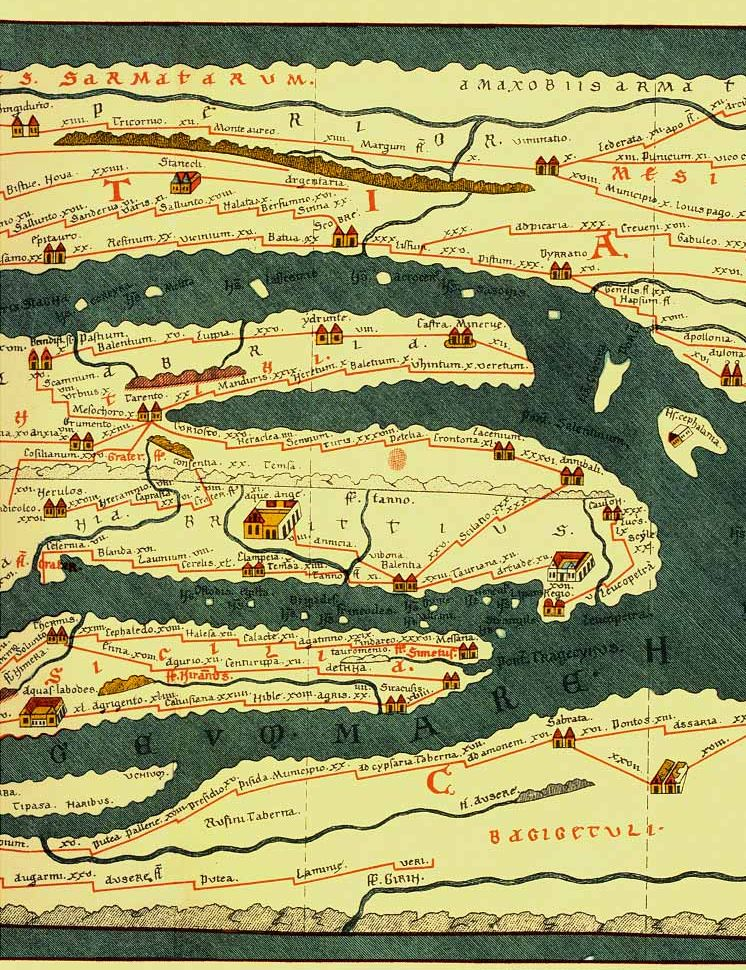
タブラ・ペウティンゲリアーナ（ポイティンガー地図）に記述されたイタリア本土と属州シチリア

イタリア本土（イタリアほんど）は、共和制後期もしくは帝政時代における古代ローマの本土で、現在のイタリアの領域（シチリアおよびサルデーニャを除く）とほぼ重なる。
初めイタリア半島中部の都市国家から始まったローマは、次第に勢力を増してイタリア全域（ルビコン川からカラブリア半島まで）を支配下に治めた。ローマは更にイタリア以外の地域も支配下に納めるが、この時点で既にローマは同じラテン人やイタリック人が住むイタリア半島部の住民を同盟者（同盟市）として扱う一方、それ以外の地域は属州として植民地化するなど異なる扱いを行っていた。
だが共和制中期まではあくまでローマ共和国は都市規模の国家であり続け、イタリア国家同盟（ローマ連合）の盟主という立場に留まった。この「ローマ市＞同盟市＞属州」という時代は同盟市戦争によって変化の時代を迎え、全同盟市はローマに併合されて地方自治体となり、ローマによるイタリアの正式な国家統一が果たされた。以降、名実ともにイタリア半島はローマの本土・本国となり、その後の帝政期では帝国の中枢部として確立された。

## 共和制後期
「イタリア」という地名は、ストラボンによれば「アペニン半島」と呼ばれる地域のごく一部を指すものであったという。だが時代が流れるにつれ、半島部全体を指す用法へと拡大され、いつしかアペニン半島全体をイタリア半島というようになった。
同盟市戦争の後、前述の通りローマ共和国の地方自治体となったイタリア諸都市であったが、ローマ共和国の行政制度は都市国家制度のままであった。つまり行政上は無数の村落と都市からなるイタリア全域がローマ市という街の「市内」であるという奇妙な状態が形成された。こうした制度の一例として、「ローマ市内に軍を展開してはならない」という法律がそのまま「イタリア全域に軍を展開してはならない」という法律へと拡大された場合が挙げられる。これはルビコン川の渡河というユリウス・カエサルの著名なエピソードの遠因となった。

## 帝政時代

### アウグストゥスによる行政区再編
アウグストゥス帝によって帝政移行が確立されると、皇帝は本格的にローマを「本土」と「属州」からなる集権国家として再編した。帝国の本土は「行政区」（regio）という区分けで統治するものとし、イタリア半島にその行政区を設置した。これによってイタリア半島は「国家（ローマ帝国）の本土」としての立ち位置を強めることとなった。
またアウグストゥス帝は、イタリア半島と地理的に近く同化されており、大叔父ユリウス・カエサルによって全住民にローマ市民権が付与されていたイタリア大陸部（属州ガリア・キサルピナ）にも行政区を設置した。これはイタリア大陸部が事実上、半島部と共に本土へ編入されたことを意味した。
紀元前27年、アウグストゥスは帝都ローマを中心とするイタリア半島・大陸部に11区の本土行政区を設置した。

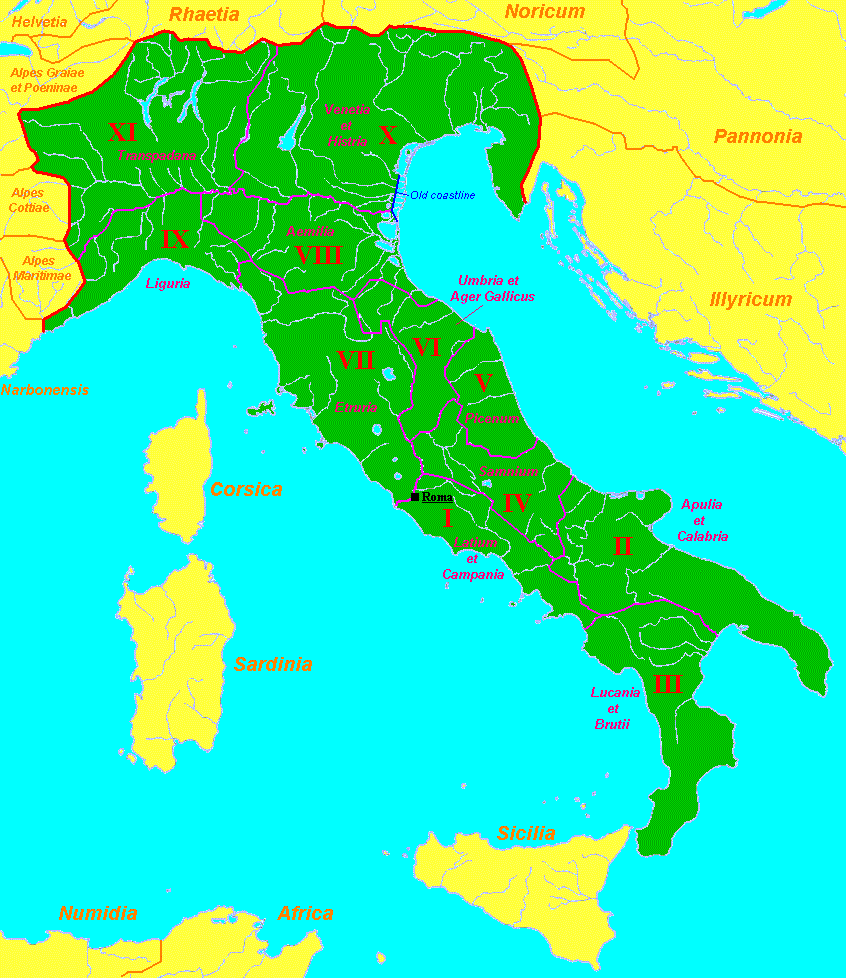
帝政時代のイタリア本土における行政区

- 第1行政区「ラティウム・エト・カンパニア」（Latium et Campania）
- 第2行政区「アプリア・エト・カラブリア」（Apulia et Calabria）
- 第3行政区「ルカニア・エト・ブルッティイ」（Lucania et Bruttii）
- 第4行政区「サムニウム」（Samnium）
- 第5行政区「ピケヌム」（Picenum）
- 第6行政区「ウンブリア・エト・アゲル・ガッリクス」（Umbria et Ager Gallicus）
- 第7行政区「エトルリア」（Etruria）
- 第8行政区「アエミリア」（Aemilia）
- 第9行政区「リグリア」（Liguria）
- 第10行政区「ウェネティア・エト・ヒストリア」（Venetia et Histria）
- 第11行政区「トランスパダナ」（Transpadana）

帝国の中枢としての地位を確立したイタリア本土領は、それまで狭いローマ市内に限られていたローマ文明の富と栄光を得て大変に繁栄した。豪農達による農業生産はピークに達し、無数の職人衆が装備品・工芸品などの工業製品を広大な帝国全土に供給した。そして何より属州との独占的で支配的な貿易は、多くの大商人達によって巨万の富へと繋げられていった。
環境の向上によって出生率も飛躍的に改善し、紀元前28年には406万3000名であったローマ市民権所有者数（））は西暦14年時点で493万7000名にまで増加した。

### 帝政中期

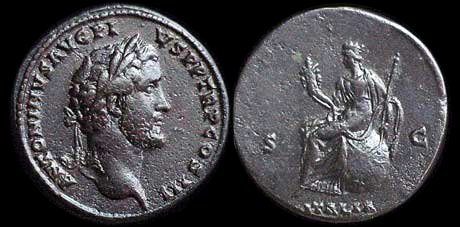
アントニウス・ピウス帝時代に発行された通貨。裏面にはイタリアを擬人化した女神像が描かれている。

ユリウス＝クラウディウス朝、フラウィウス朝、ネルウァ＝アントニヌス朝を経てセウェルス朝に入った辺りから、帝国の繁栄に陰りが見え始める。イタリア本土もまた、カラカラ帝がアントニヌス勅令によって全属州民を本国民としたことで、帝国本土としての立場がほとんど失われてしまった。セウェルス朝断絶後の3世紀の危機（軍人皇帝時代）は内乱と蛮族の侵入を招き、3世紀末には遂にイタリアにまで戦火が及ぶようになった。
このような状態で皇帝となったディオクレティアヌス帝は新たな制度改革を推し進め、いわゆるテトラルキア制による帝国領土の4分割を行った。テトラルキアにより帝国の属州は4つの地方領へと再編成され、また皇帝権も2人の正帝（東方正帝・西方正帝）と2人の副帝（東方副帝・西方副帝）によって4つに分権された。改革の結果、帝国を実質的に支配する皇帝や副帝たちはそれぞれの地方領の中心都市に常駐するようになり、首都ローマの統治はローマ市長官が行うことが一般となった。帝国の首都は引き続き元老院があるローマ市とされていたが、皇帝や副帝が常在する各地方領の主要都市が帝国の新たな政治・経済・軍事の中心となり、元老院と皇帝がともにローマ市にあった時代に比べれば帝都ローマの地位は低下した。そして本土の要であるローマ市の失墜はイタリアの重要性をも失わせた。
またテトラルキア制の中で、イタリアはイタリア・北アフリカといった南西部を担当する西方皇帝の地方領へ編入されたが、西方皇帝支配下のイタリアは「首都近郊管区」と「食糧供給区」へと更に分けられていた。ローマ市への食糧供給を維持するため、地方領の中心都市メディオラヌムの支配を受ける地域（食糧供給区）とは別に、それまで通り帝都ローマを中心とする地域（首都近郊管区）を設けたものである。加えてイタリア地方領を差配する西方皇帝（西方正帝）にとって、イタリア本土無しに他の地方領と対等な働きを行うことは不可能であった。故にイタリア本土は行政区を再編した上で食糧供給区と首都近郊管区に分けられたが、これは長年一致してきた本土行政区が2つに分断されることを意味した（ただし食糧供給区と首都近郊区の長官は同一人物が兼任していた）。一方、シキリアやサルディニア・コルシカといったイタリア離島部は新たに首都近郊管区へ編入された。

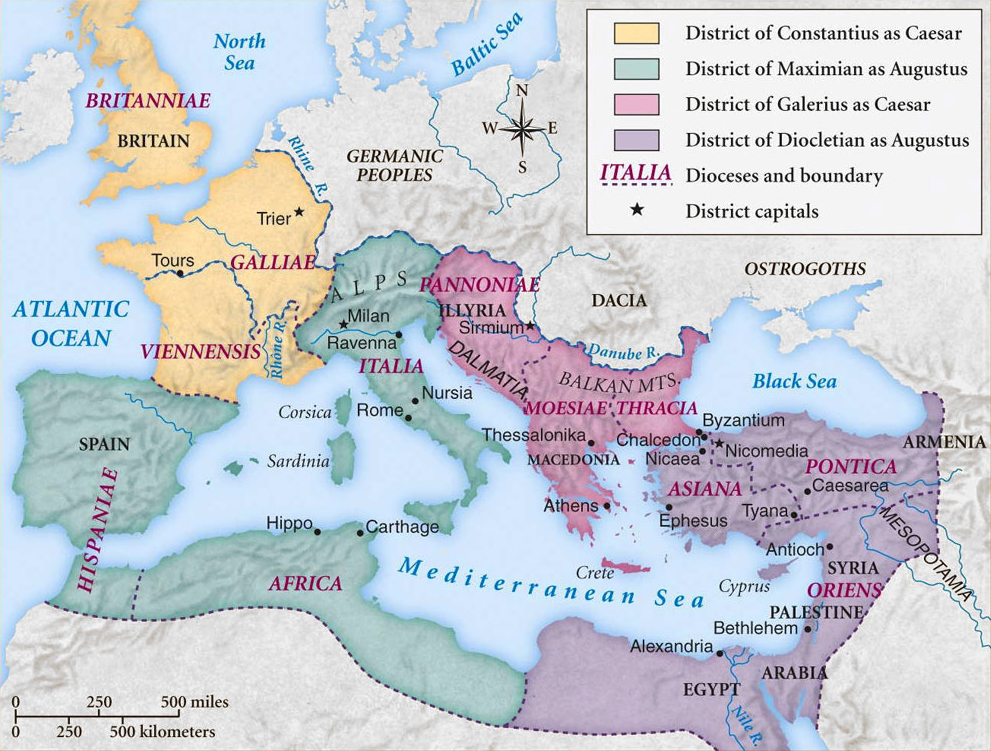
初期テトラルキアの区分

- イタリア首都近郊管区（Italia suburbicaria）
  - 「トゥーシア・エト・ウンブリア」（Tuscia et Umbria）
  - 「ウァレリア」（Valeria）
  - 「カンパニア・エト・サムニウム」（Campania et Samnium）
  - 「アプリア・エト・カラブリア」（Apulia et Calabria）
  - 「シキリア」（Sicilia）
  - 「サルディニア・エト・コルシカ」（Sardinia et Corsica）
- イタリア食料供給区（Italia annonaria）
  - 「ウェネティア・エト・ヒストリア」（Venetia et Histria）
  - 「アエミリア・エト・リグリア」（Aemilia et Liguria）
  - 「フラミニア・エト・ピケヌム」（Flaminia et Picenum）
  - 「ラエティア」（Raetia）
  - 「アルペス・コッティアエ」（Alpes Cottiae）

### 帝政後期
帝国の衰退により蛮族侵入が帝国の最重要課題となると、皇帝は侵入に合わせて東方の土地に赴く機会が増えるようになった。
コンスタンティヌス1世が皇帝に即位すると、コンスタンティヌスは東方皇帝領であったコンスタンティノープルを新たな東方の拠点として宣言、首都ローマ市に倣って元老院など幾つかの行政施設をコンスタンティノープルにも設けた。しかし、当時はコンスタンティヌス1世がローマに代わる「新しいローマ」を建設したという考えは存在しなかったようである。コンスタンティヌス以降の皇帝達もコンスタンティノープルに常住したわけではなかったし、当初は法務官、護民官、財務官、首都長官といった重要な首都機能もコンスタンティノープルには整備されていなかった（ただし財務官と法務官はディオクレティアヌス時代に既に重要な職種ではなくなっていたと考えられ、コンスタンティノープル長官は358年12月11日又は9月11日に設置されたとされる）。コンスタンティノープルがその重要性を増した5世紀後半においてもローマ帝国全体の首都はローマ市とされており、その権威は東ローマ帝国の首都コンスタンティノープルより上位のものとされた。
テオドシウス帝の死後、東方皇帝と西方皇帝の対立が深まり、西ローマ帝国・東ローマ帝国とも呼ばれる東西の政治的分離が発生する。その中でイタリアは帝国西方の中心地となったが、西ローマ皇帝の宮廷はテトラルキア制に従ってメディオラヌムのままであり、また後に宮廷が移された際も帝都ローマではなくラヴェンナが選ばれた。「ノティティア・ディグニタートゥム」によれば、420年にイタリア行政区の大規模な再編を行ったという。
しかし相次ぐ蛮族の侵入に西方皇帝は有効な対処を行えず、蛮族が幾度もイタリアを脅かす日々が続いた。フン族のアッティラによってイタリア北部は壊滅的な打撃を受け、またヴァンダル族によって帝都ローマが略奪されるなど、3世紀の危機にもなかった戦禍がイタリアを襲った。5世紀後半に入ると西方帝国の属州はほとんど蛮族に奪われ、更にイタリアも皇帝の後ろ盾となった蛮族によって統治される時代となっていた。
476年にロムルス・アウグストゥルスの退位と、オドアケルによる西方帝位の東方皇帝への返還によって西ローマ帝国からローマ皇帝の地位は消滅した。以降、オドアケルは東方皇帝より「イタリア領主」の地位を与えられ、ローマ皇帝の代官としてイタリアを統治した。オドアケルの後には東ゴート王国の王がおおむねこの地位を踏襲し、77年間にわたってこうした支配方法が続いた。
553年、東ローマ皇帝ユスティニアヌス1世の命を受けたベリサリウス将軍によって東ゴート王国は滅ぼされ、イタリアは再びローマ皇帝の支配下へと戻った。しかしユスティニアヌス1世はイタリアを本国とすることはなく、「ラヴェンナ地方区」として総督による統治を継続した。しかし、6世紀中にはイタリア全域がランゴバルト王国の手へと移った。
8世紀にランゴバルト王国が滅ぼされた後は、教皇領や神聖ローマ帝国・ヴァイキング・アラブ人などによる分立の時代を迎える。イタリアが再び一つの領域として大部分がまとめられるのは、サルデーニャ・ピエモンテ王国によるイタリア統一後のこととなる。

## 引用
1. ↑  人口調査（ケンソルによる人口は、ローマ市民権所有者に対してなされたものであり、イタリア半島在住者に区切って行われたわけではない。タキトゥス記載のこの数値が女性と子供を含むかどうかについては議論があり、近年では毛利晶2018がこの議論を整理し、女性子供も含む人数だと結論ずけている
2. ↑  この年の人口調査数が女性や子供を含んでいないとすれば、ローマ市民権所有者数は1000万名を超えていた可能性も考えられる
3. ↑  この件はイタリア語版（it:Italia Suburbicaria）に登場しているが、出典がない
4. ↑  井上浩一『生き残った帝国ビザンティン』講談社〈講談社現代新書〉、1990年p69-71
5. ↑  ベルナール・レミィ（#レミィ2010>p67）によると、ディオクレティアヌス以来財務官は「元老院の息子が二十五歳（？）で就任するだけのものとなり、もはや元老院への加入を認めるものではなくなったように思われる」とし、法務官は、「首都担当法務官と後見担当法務官の二つのポストだけしか残されなかった」としている
6. ↑  英語版en:Praefectus urbiの記事に出典なしで記載されているため、要出典。なお、5世紀初頭の史料ノティティア・ディグニタートゥムにはコンスタンティノープル長官（Praefectus urbis Constantinopolitanae）が登場し、ローマ市長官と同格の順位に記載されている
7. ↑  『世界大百科事典』平凡社、1998年、ローマ理念

- Geographical spaces in Roman history (Italian)
- Map of the Roman state c. 400 (Compilation 'notitia dignitatum')